# Tranvia Torino-Orbassano-Giaveno
La tranvia Torino-Orbassano-Giaveno, con diramazioni per l'ospedale San Luigi, Cumiana e Pinerolo, era una linea tranviaria interurbana attiva tra il 1881 e il 1958.

## Storia

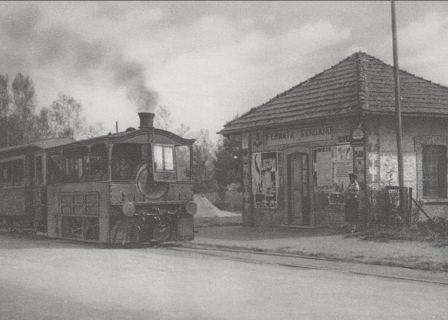
Classica immagine della fermata di Sangano

Sin dal 1877 fu proposta la costruzione di una ferrovia economica per Giaveno; nonostante l'approvazione di sussidi da parte dei comuni interessati, non se ne fece niente. Nel febbraio 1880 i comuni di Orbassano e Giaveno approvarono i preliminari di concessione all'ingegnere Giovanni Corti per la costruzione e l'esercizio di una linea tranviaria a vapore tra Torino, Orbassano e Piossasco con diramazione per Giaveno; a questa proposta se ne contrappose un'altra, spinta dal banchiere Ulrich Geisser ma respinta dai comuni interessati, per la costruzione di una ferrovia a scartamento ridotto sullo stesso percorso.
A ottenere la concessione fu l'ingegner Corti; il 3 luglio 1881 fu inaugurata la tratta Torino-Orbassano, alla presenza del sindaco di Torino Luigi Ferraris, dello scrittore Edmondo De Amicis e di altre autorità; il successivo 11 settembre fu il turno del tronco tra Orbassano e Piossasco. La linea da Orbassano fu prolungata fino a Trana il 12 marzo 1882. La prosecuzione per Giaveno, per la quale il comune di Giaveno aveva stanziato 300.000 lire, fu collaudata domenica 4 febbraio 1883. Da Piossasco la linea fu prolungata fino a Cumiana il 1º dicembre 1889 e fino a Pinerolo il 6 agosto 1899.
L'anno successivo la linea passò nelle mani della Società Torinese di Tramways e Ferrovie Economiche (STTFE), concessionaria dal 1890 anche della tranvia Torino-Vinovo.
La linea univa Torino alla val Sangone, attraversando i centri agricoli di Orbassano e Piossasco, raggiungendo Giaveno, centro industriale (nei settori tessile, cartario e conciario) capoluogo di mandamento che, sebbene fosse parte del circondario di Susa, non era servito né dalla ferrovia del Frejus né dalla strada statale del Cenisio; veniva servita inoltre anche Cumiana, località sede di importanti cave lapidee.

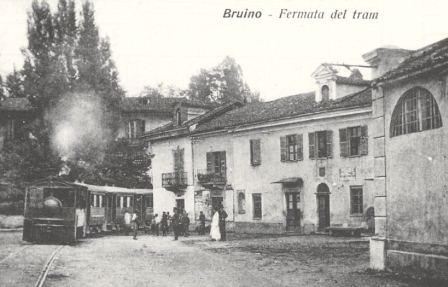
Bruino, piazza del Municipio

Nel 1926, per risolvere i problemi di comunicazione tra Torino, l'ippodromo di Mirafiori, Stupinigi e il sanatorio San Luigi, l'amministrazione comunale (nella persona del commissario Donato Etna) costituì con la STTFE il consorzio Esercizio Tranvie Orbassano Stupinigi (ETOS), il quale provvide a elettrificare le tratte Torino-Stupinigi (della tranvia Torino-Piobesi) e Torino-Orbassano: la linea elettrificata per Stupinigi fu inaugurata il 5 luglio 1928, mentre l'elettrificazione della Torino-Orbassano fu inaugurata il successivo 28 ottobre; nello stesso anno fu anche inaugurata la diramazione per il sanatorio.
Il 1º gennaio 1936 la tranvia passò sotto la gestione della Società Anonima Tranvie Torino Ovest (SATTO), e sotto la nuova gestione si impostarono i lavori di trasformazione ed elettrificazione della Orbassano-Giaveno, con ricostruzione in sede propria delle tratte Orbassano-Bruino e Bruino-Trana, costruzione della nuova stazione di Orbassano, dello scalo merci di Torino e della centrale elettrica di Trana.

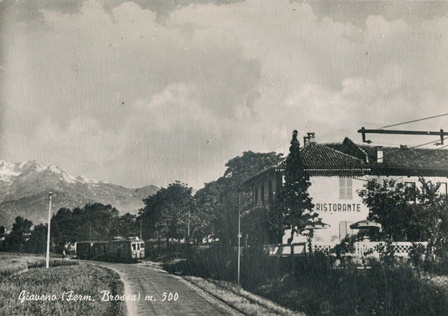
Giaveno, convoglio elettrico alla fermata Brossa

Il 28 ottobre 1936 fu soppresso il servizio a vapore per Cumiana e Pinerolo, sostituito con autobus, mentre il 1º agosto dell'anno successivo la SATTI (nuova denominazione della SATTO) inaugurò la linea ricostruita: sia sulla Torino-Orbassano-Giaveno che sulle tratte per Cumiana e Pinerolo vi fu un aumento dei passeggeri trasportati.
Durante la seconda guerra mondiale la tranvia fino al 1944 subì solo lievi danni al materiale rotabile, contribuendo allo sfollamento della popolazione di Torino.
I convogli, carichi di lavoratori pendolari e sfollati in viaggio verso Giaveno, furono bombardati e mitragliati da aerei alleati in due riprese, il 9 gennaio 1945 a Orbassano e il 27 gennaio 1945 fra Bruino e Sangano. Nel primo attacco morirono 31 persone e 34 furono ferite; nel secondo caso, grazie alla prontezza del macchinista che si rese conto dell'imminente attacco e bloccò il convoglio, ci fu una sola vittima e alcuni feriti; ci furono però gravi danni ai binari. A Orbassano, nel giardino fra Via Di Nanni e Via De Gasperi, è stato eretto un cippo commemorativo dello scultore Giuliano Romano, e ogni anno si tiene una cerimonia per ricordare l'evento.
Nel dicembre 1957 la SATTI affiancò alla tranvia un autoservizio: nel febbraio 1958 l'orario prevedeva dodici coppie di tram tra Torino e Giaveno (con una velocità media di 28 km/h) e diciannove coppie di autobus tra Torino, Giaveno e Cumiana. La linea chiuse il 31 ottobre 1958, ultima tranvia interurbana torinese.

## Caratteristiche

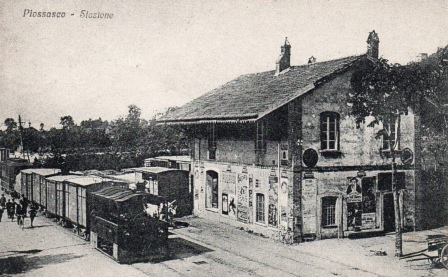
Stazione di Piossasco

La linea tranviaria era a scartamento normale, e si sviluppava complessivamente per 57,341 km (36,671 km la tratta Torino-Orbassano-Pinerolo; 3,590 km la Bivio Cumiana-Cumiana; 16,380 km la Orbassano-Giaveno; 700 m la Bivio Sanatorio-Sanatorio); il raggio minimo di curva era di 50 metri, la pendenza massima del 43,5 per mille. La velocità massima ammessa era di 30 km/h.
La tratta Torino-Orbassano-Giaveno fu elettrificata tra il 1928 e il 1937 a 600 V cc nei tratti urbani e 1200 V cc nei tratti extraurbani; parzialmente ricostruita in sede propria, era lunga 31,769 km (di cui 700 m la diramazione per il sanatorio San Luigi), aveva un raggio minimo di curva di 60 metri (50 sulla diramazione per il Sanatorio) e una pendenza massima del 43,5 per mille.

### Percorso
| Unknown route-map component "uexKBHFa" |

| Unknown route-map component "uexBHF" |

| Unknown route-map component "uexBHF" |

| Unknown route-map component "uexBHF" |

| Unknown route-map component "uexBHF" |

| Unknown route-map component "uexHST" |

| Unknown route-map component "uexHST" |

| Unknown route-map component "uexBHF" |

| Unknown route-map component "uexBHF" |

|  | Unknown route-map component "uexABZgl" | Unknown route-map component "uexSTR+r" |

|  | Unused straight waterway | Unknown route-map component "uexHST" |

|  | Unused straight waterway | Unknown route-map component "uexHST" |

|  | Unused straight waterway | Unknown route-map component "uexWBRÜCKE1" |

|  | Unused straight waterway | Unknown route-map component "uexBHF" |

|  | Unused straight waterway | Unknown route-map component "uexHST" |

|  | Unused straight waterway | Unknown route-map component "uexBHF" |

|  |  | Unused straight waterway | Unknown route-map component "uexABZgl" | Unknown route-map component "uexSTR+r" |

|  |  | Unused straight waterway | Unknown route-map component "uexKBHFe" | Unused straight waterway |

|  |  | Unused straight waterway |  | Unknown route-map component "uexHST" |

|  |  | Unused straight waterway |  | Unknown route-map component "uexBHF" |

|  |  | Unused straight waterway |  | Unknown route-map component "uexHST" |

|  |  | Unused straight waterway |  | Unknown route-map component "uexBHF" |

|  |  | Unused straight waterway |  | Unknown route-map component "uexKBHFe" |

| Unknown route-map component "uexHST" |

| Unknown route-map component "uexBHF" |

| Unknown route-map component "uexBHF" |

| Unknown route-map component "uexBHF" |

| Unknown route-map component "uexBHF" |

| Unknown route-map component "uexKBHFe" |

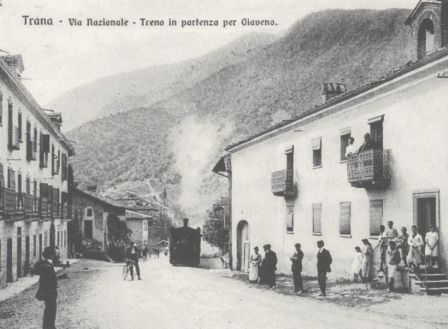
Tram in attraversamento a Trana

Il capolinea della linea si trovava in via Sacchi all'angolo con corso Vittorio Emanuele II, quindi transitava nei pressi del deposito dei rotabili della tranvia; lasciatasi sulla destra la nuova piazza d'armi, la tranvia attraversava il borgo della Crocetta, quindi attraversata la barriera di Orbassano imboccava la strada provinciale per Beinasco e Orbassano, mantenendosi sul lato destro della stessa.
Con l'elettrificazione della Torino-Orbassano (1928) la tranvia cambiò percorso, partendo da via Sacchi all'altezza del civico 15 e percorrendo (in comune con la tranvia Torino-Piobesi) corso Stupinigi sino a via Settembrini, svoltando quindi a sinistra in corso Orbassano; fu contestualmente creata una diramazione per servire l'ospedale San Luigi, che da via Settembrini svoltava verso destra in corso Orbassano.
Uscita da Orbassano la linea si biforcava: da un lato imboccava la val Sangone, transitando per Bruino, Sangano e il santuario di Trana, percorrendo quindi la strada per Giaveno sullo sfondo delle torbiere dei laghi di Avigliana; dall'altra parte si dirigeva verso Piossasco, Cumiana, Frossasco e Pinerolo, città nella quale il capolinea era situato in corso Bosio, nei pressi di quelli delle tranvie per Perosa Argentina e Saluzzo.
Poco prima della chiusura (1º luglio 1958) il capolinea torinese fu trasferito: invece che da via Sacchi la tranvia partiva all'altezza dell'Ospedale Mauriziano (corso Unione Sovietica angolo via Arquata).
Il deposito SATTI di Torino era situato in via Giordano Bruno.

## Materiale rotabile

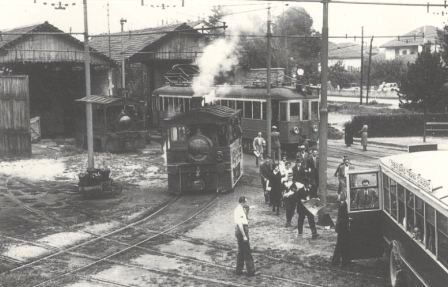
Tram a vapore ed elettrici presso il deposito di Orbassano

Inizialmente prestarono servizio locomotive a vapore Krauss e carrozze di costruzione Locati; col passare del tempo si aggiunsero altre motrici. Sulla linea prestarono servizio le seguenti locomotive a vapore di tipo tranviario:
- 1÷4: costruite dalla Krauss nel 1882, rodiggio B, 20 km/h;
- 5÷7: costruite dalla Krauss nel 1882, rodiggio B, 30 km/h;
- 8: costruita dalla Krauss nel 1882, rodiggio C, 25 km/h;
- 9: costruita dalla Krauss nel 1887, rodiggio B, 30 km/h;
- 10: costruita dalla Krauss nel 1882, rodiggio B, 20 km/h;
- 11÷14: costruite dalla Henschel & Sohn tra il 1888 e il 1901, rodiggio B, 30 km/h, acquistate usate dalla Société Anonyme des Tramways Napolitains (SATN), per la quale prestavano servizio sulla tranvia Napoli-Bagnoli-Pozzuoli[33];
- 15÷16: costruite dalla Krauss tra il 1906 e il 1908, rodiggio C, 25 km/h;
- 17÷18: costruite dalla Krauss nel 1908, rodiggio B, 25 km/h;
- 19÷25: costruite dalla Krauss nel 1913, rodiggio B, 30 km/h.

La linea elettrificata vide l'utilizzo di motrici costruite dalle Officine di Savigliano. Negli anni cinquanta prestarono servizio anche elettromotrici provenienti dalle tranvie Torino-Pianezza/Druento e Torino-Venaria Reale gestite dalla Società Trazione Elettrica Piemontese (STEP) e rimorchiate ottenute dalla demotorizzazione di elettromotrici della tranvia Torino-Settimo Torinese.
Nel 1927 il parco rotabili della STTFE era composto da dodici locomotive a vapore, 64 rimorchiate a due assi e 206 carri merci; nel 1955, invece, prestavano servizio sulla linea sette locomotive a vapore, otto elettromotrici, tre rimorchiate a due assi, 27 rimorchiate a carrelli e cinque carri merci.